# Johannes Scultetus (Mediziner, 1595)

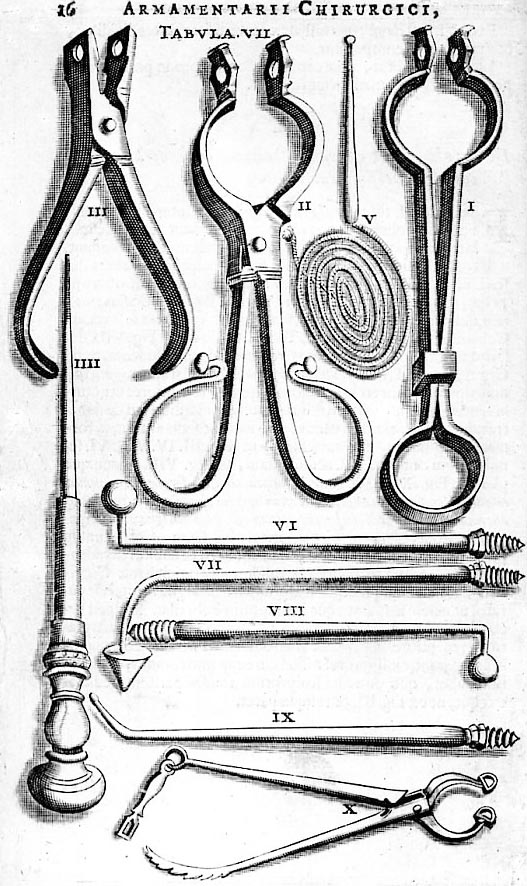
Chirurgische Instrumente im „Armamentarium-Chirurgicum“

Johannes Scultetus, latinisiert aus Johann Schultes bzw. Schultheiß (* 12. Oktober 1595 in Ulm; † 1. Dezember 1645 in Stuttgart), war ein deutscher Arzt, Stadtarzt in Ulm, Anatom und Chirurg sowie Autor eines Buches zur Chirurgie und deren Instrumentarium mit dem Titel „Armamentarium Chirurgicum“.

## Leben
Scultetus wurde in der evangelischen Reichsstadt Ulm als Kind des Schiffmeisters Michael Schultes (Schultheiß) und dessen Ehefrau Margarete Schabenseckel geboren. Seine Eltern ermöglichten ihm den Besuch der Ulmer Lateinschule (seit 1613 Gymnasium), doch 1608 starb der Vater, kurz darauf die Mutter. Der junge Schultes schlug sich zunächst mit Gelegenheitsarbeiten als Maurergehilfe in Ulm durch, später stromabwärts in Regensburg und Wien als Helfer in Gaststätten.
In Wien lernte er den renommierten niederländischen Anatom und Chirurgen Adriaan van den Spieghel kennen, der den gebildeten  jungen Mann nach Padua mitnahm, wo er am 22. Dezember 1616 die Nachfolge von Julius Casserius (1552–1616) als Professor der Anatomie und Chirurgie antrat. Die Universität Padua galt seit dem 15. Jahrhundert als eine der führenden Ausbildungsstätten für Mediziner. Im Jahre 1595 hatte man zur Ausbildungs- und Forschungszwecken ein Theatrum Anatomicum („Anatomisches Theater“) eingerichtet. Hier wirkte er für Spieghel von 1616 bis 1623 als Prosektor und studierte nebenher Medizin und Chirurgie. Während dieser Zeit übte auch der Anatom Girolamo Fabrizio (alias Hieronymus Fabricius ab Acquapendente) einen starken Einfluss auf ihn aus. 1619 wurde er offiziell in die Matrikel eingetragen, am 19. August 1623 promovierte er zum Doktor der Philosophie, Medizin und Chirurgie. Von nun an verwendete er die latinisierte Form seines Namens.
1624 praktizierte Scultetus als Chirurg in Venedig. Von 1625 bis zu seinem Tode wirkte er als Stadtphysicus in Ulm. Zu seinen Aufgaben gehörten neben der chirurgischen Versorgung die Prüfungen und Überwachung der Hebammen und Bader, die Visitation der Apotheken sowie die Betreuung des Spitals und des Findelhauses. Auch oblag ihm die Leichenschau und gegebenenfalls die Obduktion von Verstorbenen. Trotz seiner einfachen Herkunft konnte er sich einen angemessenen Platz in der Ulmer Gesellschaft sichern. 1628 erwarb er ein Wohnhaus an der Frauenstraße, dazu einen Garten an der Blau. 1636 heiratete er die 20 Jahre jüngere Maria Villinger, Tochter des Mohrenapothekers. Die Kinder aus dieser Ehe verstarben schon früh. Scultetus nahm sich des Sohnes seines 1635 verstorbenen Bruders Martin an, der auf den Namen Johannes getauft war,  und ermöglichte ihm ein Medizinstudium in Straßburg und Padua. Als Johannes Scultetus der Jüngere († 1663) wurde er herzoglich württembergischer Medicus und schließlich 1653 Stadtphysicus in Ulm.
Scultetus starb in Stuttgart, wo er einen hochgestellten Patienten behandeln sollte. Der Titel der bei Balthasar Kühne in Ulm gedruckten Leichenpredigt deutet einen leichten Tod an.
Seinen Namen hinterließ er vor allem mit seinem Buch Armamentarium Chirurgicum, das er kurz vor seinem Tode verfasste. Das Werk bietet neben 300 Rezepten zur medikamentösen Therapie und einer Anleitung zur ausgewogenen Lebensweise im Krankheitsfall eine Beschreibung der zeitgenössischen chirurgischen Instrumente und deren Anwendung. Die zahlreichen hervorragenden Abbildungen zeigen auch einige von Scultetus erfundene Instrumente, die ein zügiges und präzises Operieren ermöglichen sollten. Dies war das erste Lehrbuch der Chirurgie, das in enzyklopädischer Form die gängigen Operationsverfahren und -instrumente in Wort und Bild darstellte und Scultetus den Ruf eines bedeutenden Chirurgen seines Jahrhunderts verschaffte. Auf ihn geht der „Scultetus Verband“ (engl. Scultetus binder, Scultetus bandage) und die „Scultetus-Schienung“ zurück.
Das Werk wurde postum durch den oben genannten Neffen Johannes abgeschlossen und erstmals 1653 in Ulm gedruckt. Die 43 Tafeln dieser Ausgabe stammen von dem Ulmer Stadtmaler Jonas Arnold d. J. Es folgten zahlreiche weitere lateinische Ausgaben. Bereits 1657 erschien eine niederländische Übersetzung, 1672 die erste französische Version als L'arcenal de chirurgerie und zwei Jahre darauf eine englische Ausgabe (The Chyrurgeons store-house). Die erste deutsche Übersetzung, mit der der Neffe bereits begonnen hatte, wurde nach dessen vorzeitigem Tode von Amadeus Megerlin (1625–1698), einem Arzt in Heidenheim und Nürtingen sowie Leibarzt der Grafen von Oettingen, angefertigt und 1666 mit 56 Illustrationen unter dem Titel Wundarzneyisches Zeughaus publiziert. Diese gemeinsprachlichen Übersetzungen machten das Werk den Gilde-Chirurgen und Wundärzten  zugänglich, die lateinische Texte gewöhnlich nicht lesen konnten. 1692 erschien in den Niederlanden eine von Jan Baptist van Lamzweerde (1657–1700) und Pieter Adriaanszoon Verduyn (* um 1625, † 1700) beträchtlich erweiterte Ausgabe. Besonders der von Lamzweerde verfasste Anhang gilt als bedeutende Bereicherung: Schon bald nach dem Erscheinen der niederländischen Übersetzung brachten Chirurgen, die in Diensten der Niederländischen Ostindien-Kompanie standen, das Werk zur Handelsniederlassung Dejima in Japan. Hier wurde es u. a. zur Unterrichtung einheimischer Ärzte verwendet, und so fanden viele der Abbildungen Eingang in die frühen japanischen Manuskripte zur westlichen Medizin.
Ein Wagen der Straßenbahn Ulm trägt seinen Namen.

## Scultetus-Gesellschaft
1975 wurde ihm zu Ehren die Scultetus Gesellschaft e. V., Ulm gegründet, welche seither jährlich öffentliche medizinische Vorträge vor allem für Nichtmediziner anbietet. Zudem vergab sie 2004 erstmals den Scultetus-Preis an Dominik Groß für seinen Beitrag zur Geschichte und Ethik der Psychochirurgie. Der Wissenschaftspreis wurde von der Ulmer Firma Ratiopharm gestiftet und ist mit 3000 Euro dotiert. Gewürdigt werden herausragende Leistungen in der medizinhistorischen Forschung oder Innovationen in der operativen Medizintechnik.

## Schriften
- Cheiroplothēkē, Seu D. Joannis Sculteti, Physici et Chirurgi apud Ulmenses olim felicissimi, Armamentarium Chirurgicum XLIII. Tabulis Aeri Elegantissime Incisis, nec ante hac visis, exornatum. Kühnen, Ulm 1653; 2. Auflage ebenda 1655 (Digitalisat). Weitere Ausgaben (Armamentarium chirurgicum Joh. Sculteti und ähnlich): Den Haag 1657, Amsterdam (Armamentarium chirurgiae Io. Scultati, renovatum et auctum) 1672.
- Deutsche Übersetzung:
  - Wund-Artzneyisches Zeug-Hauß. In Zween Theil abgetheilt. Mit drey vollkommenen Registern aller denckwürdigen Sachen / Welches auß dem Lateinischen / von deß Authoris Brudern Sohn / Herrn Johann Schultes … verbessert- und an vilen Orten vermehrtem / auch mit 56. neuen … Kupfferstücken geziertem Exemplar, in die Teutsche Sprach übersetzet hat / Ihr Hoch-Fürstl. Durchl. zu Württemberg … Physicus D. Amadeus Megerlin. Gerlin, Frankfurt am Main 1666 (Digitalisat).